# La Paz (departamento de Mendoza)
La Paz é um departamento da Argentina, localizado na província de Mendoza.